# Hirsholmene
Hirsholmene è un arcipelago della Danimarca, situato a circa 7 Km a nordest della città di Frederikshavn, nel Kattegat settentrionale, regione dello Jutland Settentrionale. 
L'arcipelago è composto da una decina di isole e isolotti, alcuni sono poco più di un banco di sabbia, l'unica isola abitata da un abitante è Hirsholm, la seconda per estensione.
Le isole sono costituite da argilla e sabbia depositatesi durante l'ultima era glaciale su strati rocciosi. Il nome Hirsholmene, o Hælsholmæ, significa "isola con il collo".

## L'isola di Hirsholm
Hirsholm è abitata, sin dal XVI secolo anche se attualmente (2024) sull'isola risiede stabilmente solo un abitante.
In passato le attività principali della popolazione erano la pesca, l'estrazione del granito dalla cava locale e il pilotaggio delle navi che attraversavano lo stretto, di recente è divenuta una meta turistica e luogo di villeggiatura per gli abitanti di Frederikshavn che vi arrivano tramite un servizio di traghetti (Saedog) che raggiunge il piccolo porto situato in un'insenatura sulla costa occidentali dell'isola.
L'edificio più antico dell'isola è la piccola chiesa risalente al 1641 circondata dai resti del piccolo cimitero antico. Nell'arco della stagione estiva vi si tengono sei funzioni officiate da un pastore proveniente da Frederikshavn. Le funzioni sono annunciate dal suono della campana posta su una struttura nel centro del piccolo abitato.
Sull'isola si trova un faro costruito nel 1886 nel punto più elevato dell'isola, a 6 m s.l.m. 
Nella parte meridionale dell'isola si trova l'area di nidificazione di diverse specie di uccelli, nel periodo da aprile ad agosto è interdetto l'accesso all'area così come alla parte meridionale della diga foranea del piccolo porto dove nidificano le sterne.

## Storia
Hirsholmene è menzionato per la prima volta nel 1231 sul registro fondiario di re Valdemaro II di Danimarca, senza ulteriori informazioni su popolazione e fauna selvatica. Le isole appartennero alla corona fino al 1583, quando vennero rilevate da Mourids Clausen Podebusk, sceriffo a Kørup e Lerbæk. Successivamente la proprietà delle isole passò a diverse famiglie di nobili e mercanti, fin quando lo stato non rilevò l'area nel 1883, conferendola inizialmente al Ministero della Difesa, per poi assegnarla definitivamente al Ministero dell'Ambiente nel 2003.

## Area protetta
Dal 1977 le isole e l'area costiera circostante sono area Ramsar.
L'arcipelago è censito nella rete Natura 2000 come zona di protezione speciale (DK00FX011) e fa parte del più ampio sito di interesse comunitario Hirsholmene, havet vest herfor og Ellinge Å's udløb (DK00FX113) che comprende anche un'area sulla costa prospiciente.
Hirsholmene è inoltre dal 2000 classificata come Important Bird and Biodiversity Area .

### Fauna
Le isole sono attualmente amministrate dal Ministero per l'ambiente danese e sono state protette sin dal 1938 come riserva naturale di rilevanza scientifica. La protezione è stata estesa nel 1981 includendo la circostante area di mare per un totale di ca. 2.400 Ettari. Dal 1º settembre 1995 un ordine esecutivo del ministro dell'Ambiente ha vietato la caccia nella parte settentrionale dell'area e qualunque traffico, sia sulle isole disabitate, sia intorno ad esse, entro un limite di 50 metri dalla linea di costa.
Hirsholmene è una delle principali aree danesi di nidificazione del gabbiano comune (Chroicocephalus ridibundus ), della gavina (Larus canus), del beccapesci (Thalasseus sandvicensis ), dell'uria nera (Cepphus grylle) e dello spioncello (Anthus spinoletta).
La colonia di gabbiano tridattilo (Rissa tridactyla) è stata distrutta nel 1968 dai ratti, successivamente sterminati. Sulle isole vige il divieto di introduzione di animali anche di affezione anche se vi sono state introdotte le pecore per controllare la crescita delle sterpaglie.
Le specie presenti sulle isole elencate nella Direttiva Uccelli sono l'uria nera, la sterna comune (Sterna hirundo), la sterna artica (Sterna paradisaea) e il beccapesci. Vi sono state inoltre censite nel 1995 775 coppie nidificanti di zafferani (Larus fuscus) e 240 di mugnaiaccio (Larus marinus).

## Le isole
| Isola       | Coordinate geografiche      | Superficie (ha) | Abitanti | Note                     |
| ----------- | --------------------------- | --------------- | -------- | ------------------------ |
| Hirsholm    | 57°29′07.65″N 10°37′28.4″E  | 15,00           | 1        | Riserva naturale abitata |
| Græsholm    | 57°29′33.5″N 10°36′29.52″E  | 21,50           | 0        | Riserva naturale         |
| Tyvholm     | 57°29′55.13″N 10°36′13.53″E | 0,41            | 0        | Riserva naturale         |
| Lilleholm   | 57°29′30.97″N 10°36′10.06″E | 0,18            | 0        | Riserva naturale         |
| Møgholm     | 57°29′35.54″N 10°36′00.94″E | 0,61            | 0        | Riserva naturale         |
| Pikkerholm  | 57°29′47.91″N 10°36′03.11″E | 2,20            | 0        | Riserva naturale         |
| Kovsholm    | 57°29′48.08″N 10°35′51.36″E | 1,20            | 0        | Riserva naturale         |
| Kølpen      | 57°28′23.62″N 10°36′15.78″E | 1,20            | 0        | Riserva naturale         |
| Deget       | 57°27′02.93″N 10°34′48.33″E | 4,80            | 0        | Riserva naturale         |
| Hjellen     | 57°27′03.77″N 10°33′53.02″E | 0,08            | 0        | Non è riserva naturale   |
| Hirsholmene | 57°29′07.65″N 10°37′28.4″E  | 47,00           | 1        |                          |

## Trasporti
Sull'isola di Hirsholm, la sola accessibile, non esistono mezzi a motore, né strade carrabili. Il collegamento con la terraferma, esclusivamente via mare, è stagionale, con 3 viaggi settimanali eseguiti da un battello che percorre in circa 40 minuti il tragitto dal porto di Frederikshaven all’isola.